# Lurio solennis
Espèce
Synonymes
- Hyllus solennis C. L. Koch, 1846

Lurio solennis est une espèce d'araignées aranéomorphes de la famille des Salticidae.

## Distribution
Cette espèce se rencontre en Équateur, en Colombie, au Venezuela, à Trinité-et-Tobago, au Guyana, en Guyane et au Brésil.

## Description
Le mâle holotype mesure 2,75 mm.

## Systématique et taxinomie
Cette espèce a été décrite sous le protonyme Hyllus solennis par C. L. Koch en 1846. Elle est placée dans le genre Lurio par Simon en 1901.

## Publication originale
- C. L. Koch, 1846 : Die Arachniden. Nürnberg, vol. 13, p. 1-234 (texte intégral).